# Се Цзиньюань
Се Цзиньюань (кит. трад. 謝晉元, пиньинь Xie Jinyuan; 26 апреля 1905, Цзяолин, империя Цин — 24 апреля 1941, Шанхай, Китайская республика) — полковник Национально-революционной армии Китая. Получил известность возглавляя оборону склада Сыхан в ходе Битвы за Шанхай во время Второй японо-китайской войны. Генерал-майор (посмертно).

## Биография
Се родился в уезде Цзяолин провинции Гуандун. Учился в Военной академии Вэмпоа в Гуанчжоу и окончил её в 1925 году по специальности политика.
После окончания академии был направлен в 5-й полк 2-й дивизии Национально-революционной армии в качестве командира взвода. В 1928 году он был повышен до командира роты. В следующем году дивизия участвовала в обороне Шаньдуна от японских интервентов, во время которой Се получил ранение. После выздоровления он принял командование пулемётным батальоном полка, а затем был произведен в майоры и переведен в качестве штабного работника в штаб Уханя. В 1931 году он принял назначение в 78-ю дивизию 19-й дорожной армии, а в октябре 1930 года был переведен в 88-ю дивизию в качестве командира батальона резервного полка. Се также участвовал в боях с японцами в Первом Шанхайском сражении. Позже он занимал должность заместителя командира полка и получил звание подполковника.

## Оборона склада Сыхан
26 октября 1937 года, после сдачи Чжабэя, Чан Кайши планировал вывести все китайские войска для защиты западных районов Шанхая и приказал исполняющему обязанности командующего 3-м военным округом Гу Чжутуну оставить 88-ю дивизию для прикрытия отступления китайской армии. Сам Чжутун был категорически против этого плана, как и командир дивизии Сунь Юаньлян, однако оба не решались пойти против приказа Чана. Сунь вместо этого предположил, что количество войск, оставленных для прикрытия отхода, незначительно и предложил оставить один полк для обороны одного или двух укрепленных районов, и Гу одобрил этот план. Вернувшись в свой штаб, Юаньлян отдал приказ 524-му полку держать оборону в складе Сыхан. Организовать оборону склада вызвался полковник Се Цзинюань, который прибыл в полк относительно недавно.
Во время обороны на склад пробралась девушка-скаут Ян Хуэйминь, которая пронесла с собой флаг Китайской республики. Ян Хуэйминь также спросила у полковника о его планах и о численности китайских солдат, обороняющих склад. Полковник, вместо того, чтобы раскрыть реальную численность полка, сказал девушке, что склад обороняет 800 солдат, что вдвое превышало реальную численность полка.
К 31 октября оставшиеся китайские войска отступили и были переброшены для защиты более стратегически значимых районов. Находящийся поблизости Шанхайский международный сетлмент был обеспокоен тем, что бои происходят недалеко от них, и обратилось к Чану с требованиями прекратить боевые действия. Чан, считавший, что бой уже выигран, согласился отвести 524-й полк к иностранным концессиям, а затем перегруппироваться с остальными частями 88-й дивизии. 1 ноября 524-й полк отступил, при обороне склада Сыхан он понёс потери в 10 человек убитыми и 37 ранеными.
Однако, когда они отступили, британские войска арестовали их, поскольку японцы угрожали вторжением в концессии если китайским солдатам будет позволено отступить через их территорию.

### После обороны
Се, как и другие солдаты полка, был заключен в тюрьму на 3 года.
Японцы и коллаборационистское правительство Ван Цзинвэя пытались склонить Се и других заключенных к сотрудничеству с ними, однако полковник отказался.
Утром 24 апреля 1941 года Се был убит 4 китайскими солдатами, подкупленными коллаборационистским правительством. На его похороны пришло более 100 000 человек, а сам он был посмертно произведен в генерал-майоры.